# 阿皮乌纳
阿皮乌纳是巴西圣卡塔琳娜州的一个市镇。总面积493.529平方公里，总人口10270人，人口密度20.8人/平方公里。